# Пам'ятник морозиву
Пам'ятник морозиву — скульптурна композиція у місті Житомир, перший і єдиний в Україні пам'ятник, присвячений морозиву. Встановлений 17 квітня 2013 року за ініціативи та фінансової підтримки компанії «Рудь» (ПАТ «Житомирський маслозавод»), одного з найбільших виробників морозива в Україні. Пам'ятник внесений до Книги рекордів України у категорії «Незвичайні пам'ятники».

## Історія
Ідея створення пам'ятника виникла серед мешканців Житомира. У 2011 році компанія «Рудь» оголосила відкритий конкурс на найкращий ескіз пам'ятника. З понад 500 робіт переможцем став проєкт житомирянина Артема Микитенка, який отримав грошову винагороду у розмірі 10 тисяч гривень. Проєкт було реалізовано житомирським скульптором-каменярем Станіславом Криницьким. Найскладнішим етапом під час створення стало виготовлення чаші з цільної брили граніту розміром 2,5 × 2,5 метра. Після восьми місяців пошуків необхідну брилу вдалося знайти на Токівському кар'єрі у Криворізькому басейні.
Урочисте відкриття пам'ятника відбулося 17 квітня 2013 року на Новому бульварі, неподалік кінотеатру «Жовтень», навпроти «Лавочки спогадів». Під час відкриття відбулася дегустація морозива, а також було вручено дипломи Книги рекордів України президенту компанії «Рудь» Петру Рудю та меру Житомира Володимиру Дебою. У церемонії взяли участь представники міської та обласної влади, працівники заводу та жителі міста.
У 2023 році кульки морозива перефарбували під футбольний м'яч з нагоди виходу ФК «Полісся» до Прем'єр-ліги.

## Опис
Монумент має висоту 3,3 м, а загальна його вага — 14 тонн. Скульптура встановлена на підставці чіткої геометричної форми, діаметром 1 м у підніжжі. На основі розміщена точена суцільна чаша червоного граніту, діаметром 2,5 м, товщиною 0,5 м.
Гранітна посудина наповнена 4 різноколірними кульками морозива. Кожна з куль діаметром близько одного метра, виконана з окремого виду граніту: Лизниківський граніт — малинове морозиво; Токівський граніт — морозиво «Молочний шоколад»; Ростовський (Роговський) граніт — морозиво «Фісташка»; Покостовський граніт — «Пломбір з шоколадними крапельками». Навколо пам'ятника облаштовано гранітний майданчик у формі логотипа компанії «Рудь», з декоративними лавами і клумбами.

## Цікаві факти
- Пам'ятник у Житомирі потрапив до Книги рекордів України в категорії «Незвичайні пам'ятники» як єдиний монумент морозива у країні[8].
- Кожне третє морозиво українського виробництва виробляється в Житомирі[9].
- Щорічний Всесвітній день морозива (10 червня) стало другим Днем міста для житомирців[10].
- Найулюбленіший пам'ятник житомирських дітей — величезне морозиво[11].
- Житомир — батьківщина найбільшого виробника морозива в Україні, відповідно й місто називають столицею морозива.
- Сьогодення: в Житомирі перефарбовують пам'ятник морозиву під футбольні м'ячі[12].